# La Garce (film, 1949)
Pour les articles homonymes, voir La Garce.
Pour plus de détails, voir Fiche technique et Distribution.
La Garce (titre original : Beyond the Forest) est un film américain réalisé par King Vidor, sorti en 1949.

## Synopsis
Rosa Moline, l'épouse d'un médecin d'une petite ville, a pour amant un homme d'affaires de Chicago, Neil Latimer, qu'elle retrouve les week-ends dans sa luxueuse villa en bordure du lac. Ce dernier devant retourner à Chicago, Rosa décide de le rejoindre. Elle est cependant éconduite, Latimer devant épouser une autre femme. Rosa revient chez son mari et découvre peu après qu'elle est enceinte. Le docteur Moline, pensant être le père, est ravi et espère pouvoir enfin s'attacher sa femme. Mais Rosa s'incruste auprès du vrai père, dont elle finit par regagner les faveurs. Le vieux Moose, l'intendant de Latimer, menace Rosa de révéler la vérité à son mari...

## Fiche technique
- Titre original : Beyond the Forest
- Titre français : La Garce
- Réalisation : King Vidor
- Scénario : Lenore J. Coffee (en) d'après le roman Beyond the Forest de Stuart Engstrand
- Direction artistique : Robert M. Haas
- Décors de plateau : William L. Kuehl
- Costumes : Edith Head
- Photographie : Robert Burks
- Effets visuels : Edwin B. DuPar
- Montage : Rudi Fehr
- Musique : Max Steiner
- Son : Charles Lang
- Producteur : Henry Blanke
- Producteur délégué : Jack L. Warner
- Société de production : Warner Bros. Pictures
- Société de distribution : Warner Bros. Pictures
- Pays de production :  États-Unis
- Langue originale : anglais
- Format : Noir et blanc — 35 mm — 1,37:1 — Son : Mono (RCA Sound System)
- Genre : Film dramatique, Film noir, mélodrame
- Durée : 97 minutes
- Dates de sortie : 
  - États-Unis : 21 octobre 1949 (première à New York)
  - France : 2 novembre 1950

## Distribution
- Bette Davis : Rosa Moline
- Joseph Cotten : docteur Lewis Moline
- David Brian : Neil Latimer
- Ruth Roman : Carol
- Minor Watson : Moose
- Dona Drake : Jenny
- Regis Toomey : Sorren
- Sarah Selby : Mildred Sorren
- Mary Servoss : Mme Wetch
- Frances Charles : Miss Elliott
- Harry Tyler : le chef de gare
- Ralph Littlefield : le chauffeur
- Creighton Hale : le vieil homme
- Joel Allen : le pasteur
- Ann Doran : Edith Williams
- Eve Miller : la standardiste

## Récompenses et distinctions
- Oscars 1950 : nomination de Max Steiner pour l'Oscar de la meilleure musique de film

## Autour du film
- De ce film est tiré la légendaire réplique de Bette Davis : « What a dump! », dite aussi plus tard par elle dans La mort frappe trois fois, auquel Martha, personnage interprété par Elizabeth Taylor, fait référence dans Qui a peur de Virginia Woolf  ? .
- Dans ses mémoires, Bette Davis écrit qu'elle avait demandé à Jack L. Warner de ne pas donner à Joseph Cotten le rôle de son mari car il était « si séduisant et si gentil ; pourquoi une femme voudrait-elle le quitter ? »[1].